# Iheya-jima
Iheya-jima (jap. 伊平屋島) ist eine Insel der Okinawa-Inseln und Teil der Ryūkyū-Inselkette.

## Geografie
Iheya-jima hat eine Fläche von 20,66 km² und ist von einem Korallenriff umgeben. Die Insel ist mit einer 680 Meter langen Brücke mit der Insel Noho-jima (1,06 km²) verbunden, auf der sich der Ortsteil Noho befindet. Die beiden Inseln bilden zusammen mit weiteren Felsen die Gemeinde (mura, „Dorf“) Iheya der Präfektur Okinawa.
Zum 31. März 2011 lebten auf der Insel 1202 Einwohner in 501 Haushalten, was mehr als 90 % der Gemeindebevölkerung sind. Die Hauptwirtschaftssektoren der Gemeinde sind die Landwirtschaft und die Fischerei.
2 km weiter südlich liegt die Insel Gushikawa-shima als nördlichster Teil der Nachbargemeinde Izena mit der Hauptinsel Izena-jima weiter südlich.